# 楊蔚
楊蔚（?—?），江蘇省揚州府高郵州人，清朝政治人物、同進士出身。
光緒二十年（1894年），参加光緒甲午科殿試，登進士三甲86名。同年五月，著交吏部掣签分发各省，以知县即用。